# حلال پروتونی
در شیمی، حلال پروتونی حلالی است که دارای اتم هیدروژن محدود به یک اکسیژن (مانند گروه هیدروکسیل) و یا نیتروژن (مانند گروه آمین) است. به‌طور کلی هر گونه حلال که حاوی +H تغییرپذیر باشید حلال پروتونی نام دارد. مولکول‌های این قبیل حلال‌ها به آسانی پروتون (+H) به واکنشگر ناب می‌دهند. در مقابل، حلال‌های غیرپروتونی نمی‌توانند هیدروژن بدهند.

## حلال‌های پروتونی قطبی
از حلال‌های پروتونی قطبی عموماً برای حل کردن نمک‌ها استفاده می‌شود. در کل این حلال‌ها ثابت دی الکتریک و قطبیت بالایی دارند.
ویژگی‌های معمول حلال‌های پروتونی :
- حلال با ویژگی‌های پیوند هیدروژنی
- حلال دارای هیدروژن اسیدی (اگر چه که ممکن است مانند اتانول اسید ضعیف باشد)
- حلال با قابلیت حل کردن نمک‌ها
- کاتیونهای با  جفت الکترون الکترون غیرمشترک
- آنیون‌هایی با پیوند هیدروژنی

مثال‌های حلال‌های پروتونی قطبی شامل آب، بیشتر الکل‌ها، اسید فرمیک، هیدروژن فلوئورید و آمونیاک است. حلال‌های پروتونی قطبی برای واکنش‌های SN۱ و حلال‌های غیرپروتونی قطبی برای واکنش‌های SN۲ مناسب هستند.

## حلال‌های غیرپروتونی قطبی
حلال‌های غیرپروتونی قطبی حلال‌هایی هستند که فاقد هیدروژن اسیدی‌اند. در نتیجه‌ی این ویژگی، این حلال‌ها نمی‌توانند هیدروژن پیوندی بدهند. این حلال‌ها عموماً گذردهی نسبی و قطبیت بالایی دارند. اگرچه استفاده از اصطلاح " غیر پروتونی قطبی" منع شده‌است، IUPAC این حلال‌ها را به عنوان حلال‌هایی با گذردهی نسبی و قطبیت بالا معرفی می‌کند. حلال‌هایی که با تعریف IUPAC تطابق دارند عبارتند از هگزامتیل‌فسفرآمید، دی‌متیل فرم‌آمید و دی‌متیل سولفواکسید.
ویژگی‌های حلال‌های غیرپروتونی قطبی:
- می‌توانند پیوند هیدروژنی قبول کنند
- دارای هیدروژن اسیدی نیستند
- نمک‌ها را در خود حل می‌کنند

معیارهای یاد شده نسبی و بسیار کیفی هستند. طیف وسیعی از اسیدی بودن برای حلال‌های غیرپروتونی شناخته شده‌است. توانایی آن‌ها برای حل کردن نمک به شدت وابسته به طبیعت خود نمک است.
حلال‌های غیرپروتونی قطبی به‌طور کلی با بازهای قوی مانند Grignard یا n-butyllithiumناسازگار هستند. این واکنش‌دهنده نیاز به استر دارند و به نیتریل‌ها، آمیدها، سولفوکسیدها و غیره نیازی ندارند.

## خواص حلال‌های معمول
حلال‌ها به صورت کیفی به غیرقطبی، غیرپروتونی قطبی و پروتونی قطبی تقسیم‌بندی شده و براساس ثابت دی‌الکتریک رتبه‌بندی می‌شوند.
| حلال                     | فرمول شیمیایی           | نقطه جوش   | گذردهی نسبی | چگالی       | قطبیت لحظه‌ای |
| ------------------------ | ----------------------- | ---------- | ----------- | ----------- | ------------ |
| حلال‌های غیرقطبی          |                         |            |             |             |              |
| هگزان                    | CH3-CH2-CH2-CH2-CH2-CH3 | 69 °C      | 2.0         | 0.655 g/mL  | 0.00 D       |
| بنزن                     | C6H6                    | 80 °C      | 2.3         | 0.879 g/ml  | 0.00 D       |
| تولوئن                   | C6H5CH3                 | 111 °C     | 2.4         | 0.867 g/mL  | 0.36 D       |
| ۴٬۱-دی‌اکسان              | (CH2CH2O)2              | 101 °C     | 2.3         | 1.033 g/mL  | 0.45 D       |
| کلروفرم                  | CHCl3                   | 61 °C      | 4.8         | 1.498 g/mL  | 1.04 D       |
| دی‌اتیل اتر               | (CH3CH2)2O              | 35 °C      | 4.3         | 0.713 g/mL  | 1.15 D       |
| دی کلرو متان             | CH2Cl2                  | 40 °C      | 9.1         | 1.3266 g/mL | 1.60 D       |
| حلال‌های غیرپروتونی قطبی  |                         |            |             |             |              |
| متیل‌پیرولیدون            | CH3NC(O)C3H6            | 202 °C     | 32.2        | 1.028 g/mL  | 4.1 D        |
| تتراهیدروفوران           | C4H8O                   | 66 °C      | 7.5         | 0.886 g/mL  | 1.75 D       |
| اتیل استات               | CH3CO2CH2CH3            | 77 °C      | 6.0         | 0.894 g/mL  | 1.78 D       |
| استون                    | CH3C(O)CH3              | 56 °C      | 21          | 0.786 g/mL  | 2.88 D       |
| دی‌متیل فرم‌آمید (DMF)     | HC(O)N(CH3)2            | 153 °C     | 38          | 0.944 g/mL  | 3.82 D       |
| استونیتریل (MeCN)        | CH3CN                   | 82 °C      | 37          | 0.786 g/mL  | 3.92 D       |
| دی‌متیل سولفواکسید (DMSO) | CH3S(O)CH3              | 189 °C     | 47          | 1.092 g/mL  | 3.96 D       |
| پروپیلن کربنات (PC)      | C4H6O3                  | 242 °C     | 64          | 1.205 g/mL  | 4.90 D       |
| حلال‌های پروتونی قطبی     |                         |            |             |             |              |
| اسید فرمیک               | HCO2H                   | 101 °C     | 58          | 1.21 g/mL   | 1.41 D       |
| N-بوتانول                | CH3CH2CH2CH2OH          | 118 °C     | 18          | 0.810 g/mL  | 1.63 D       |
| ایزوپروپیل الکل (IPA)    | (CH3)2CH(OH)            | 82 °C      | 18          | 0.785 g/mL  | 1.66 D       |
| نیترومتان                | CH3NO2                  | 100–103 °C | 35.87       | 1.1371 g/mL | 3.56 D       |
| اتانول (EtOH)            | CH3CH2OH                | 79 °C      | 24.55       | 0.789 g/mL  | 1.69 D       |
| متانول (MeOH)            | CH3OH                   | 65 °C      | 33          | 0.791 g/mL  | 1.70 D       |
| استیک اسید (AcOH)        | CH3-CO2H                | 118 °C     | 6.2         | 1.049 g/mL  | 1.74 D       |
| آب                       | H2O                     | 100 °C     | 80          | 1.000 g/mL  | 1.85 D       |